# Xylotoles apicicauda
Xylotoles apicicauda är en skalbaggsart som beskrevs av Stefan von Breuning 1943. Xylotoles apicicauda ingår i släktet Xylotoles och familjen långhorningar. Inga underarter finns listade i Catalogue of Life.